# Joakim Haeggman
Joakim Haeggman (* 28. August 1969 in Kalmar, Schweden) ist ein schwedischer Profigolfer der European Tour.

## Werdegang
Er wurde im Jahr 1989 Berufsgolfer und qualifizierte sich im Herbst über die Tour School für die European Tour. Haeggman verbuchte bislang drei Erfolge auf dieser großen europäischen Turnierserie und war 1993, 1997 und 2004 unter den Top 20 der Geldrangliste.
Er war der erste Schwede, der im Ryder Cup für Europa spielen durfte, und vertrat sein Heimatland zweimal im Dunhill Cup sowie viermal im World Cup.
Haeggman hat einen hohen Erkennungswert bei Turnieren: Er legt sich flach auf den Bauch, um die Puttlinie zu lesen.
Seine Leidenschaft, das Eishockey, kostete ihm zwei Unterbrechungen in seiner Karriere: 1994 eine schwere Schulterluxation und gebrochene Rippen mit fast zwei Jahren Pause, sowie im Dezember 2002 einen Knöchelbruch, der Haeggman eine halbe Saison versäumen ließ.

## European Tour Siege
- 1993 Peugeot Spanish Open
- 1997 Volvo Scandinavian Masters
- 2004 Qatar Masters

## Andere Turniersiege
- 1991 Swedish Open International Stroke Play
- 1992 SI Compaq Open (Challenge Tour)
- 1994 Benson and Hedges Malaysian Open (Asian Tour)
- 2001 King Hassan II Trophy (Marokko)
- 2008 AGF-Allianz Open Côtes d'Armour Bretagne (Challenge Tour)

## Teilnahmen an Teambewerben
- Ryder Cup: 1993
- Alfred Dunhill Cup: 1993, 1997
- World Cup: 1993, 1994, 1997, 2004